# Адолфо Перес Ескивел
 Адолфо Мария Перес Ескивел (на испански: Adolfo Maria Pérez Esquivel) е аржентински скулптор, архитект и борец за граждански и човешки права. Носител на Нобелова награда за мир за 1980 г.